# 臨床検査技師養成所
臨床検査技師養成所（りんしょうけんさぎしようせいじょ）とは、臨床検査技師養成の施設で臨床検査技師学校とも呼ばれる。

## 概要
臨床検査技師養成所の指定基準・教育内容は、臨床検査技師学校養成所指定規則で定められている。
臨床検査技師養成所の多くは3年制の専門学校・短期大学、又は4年制大学で、文部科学大臣又は都道府県知事によって指定される。専門学校は350万前後で、大学の4年間ではおおよそ600万近くの学費がかかる。
指定の養成所で3年以上検査に必要な知識及び技能を修得することで、臨床検査技師国家試験の受験資格を得られる。

## 学校一覧

### 大学
2022年現在、大学である臨床検査技師養成所は、募集停止校を除き68校存在する。
| 学校名               | 学部名               | 学科名           | 専攻・コース名     | 所在地               |
| -------------------- | -------------------- | ---------------- | ------------------ | -------------------- |
| 北海道大学           | 医学部               | 保健学科         | 検査技術科学専攻   | 北海道札幌市         |
| 日本医療大学         | 保健医療学部         | 臨床検査学科     |                    | 北海道札幌市         |
| 北海道医療大学       | 医療技術学部         | 臨床検査学科     |                    | 北海道石狩郡当別町   |
| 弘前大学             | 医学部               | 保健学科         | 検査技術科学専攻   | 青森県弘前市         |
| 東北大学             | 医学部               | 保健学科         | 検査技術科学専攻   | 宮城県仙台市         |
| 福島県立医科大学     | 保健科学部           | 臨床検査学科     |                    | 福島県福島市         |
| 筑波大学             | 医学群               | 医療科学類       |                    | 茨城県つくば市       |
| つくば国際大学       | 医療保健学部         | 臨床検査学科     |                    | 茨城県土浦市         |
| 国際医療福祉大学     | 保健医療学部         | 医学検査学科     |                    | 栃木県大田原市       |
| 群馬大学             | 医学部               | 保健学科         | 検査技術科学専攻   | 群馬県前橋市         |
| 群馬医療福祉大学     | 医療技術学部         | 検査技術学科     |                    | 群馬県前橋市         |
| 群馬パース大学       | 保健科学部           | 検査技術学科     |                    | 群馬県高崎市         |
| 埼玉県立大学         | 保健医療福祉学部     | 健康開発学科     | 検査技術科学専攻   | 埼玉県越谷市         |
| 日本医療科学大学     | 保健医療学部         | 検査技術学科     |                    | 埼玉県入間郡毛呂山町 |
| 埼玉医科大学         | 保健医療学部         | 臨床検査学科     |                    | 埼玉県日高市         |
| 城西大学             | 薬学部               | 薬科学科         |                    | 埼玉県坂戸市         |
| 女子栄養大学         | 栄養学部             | 保健栄養学科     | 栄養科学専攻       | 埼玉県坂戸市         |
| 大東文化大学         | スポーツ・健康科学部 | 健康科学科       |                    | 埼玉県東松山市       |
| 順天堂大学           | 医療科学部           | 臨床検査学科     |                    | 千葉県浦安市         |
| 国際医療福祉大学     | 成田保健医療学部     | 医学検査学科     |                    | 千葉県成田市         |
| 千葉科学大学         | 危機管理学部         | 保健医療学科     | 臨床検査学コース   | 千葉県銚子市         |
| 東邦大学             | 理学部               | 化学科           |                    | 千葉県船橋市         |
| 東邦大学             | 理学部               | 生物学科         |                    | 千葉県船橋市         |
| 東邦大学             | 理学部               | 生物分子科学科   |                    | 千葉県船橋市         |
| 東邦大学             | 理学部               | 生命圏環境科学科 |                    | 千葉県船橋市         |
| 東京医科歯科大学     | 医学部               | 保健衛生学科     | 検査技術学専攻     | 東京都千代田区       |
| 帝京大学             | 医療技術学部         | 臨床検査学科     |                    | 東京都板橋区         |
| 東京工科大学         | 医療保健学部         | 臨床検査学科     |                    | 東京都八王子市       |
| 文京学院大学         | 保健医療技術学部     | 臨床検査学科     |                    | 東京都文京区         |
| 明治薬科大学         | 薬学部               | 薬学科           |                    | 東京都清瀬市         |
| 明治薬科大学         | 薬学部               | 生命創薬科学科   |                    | 東京都清瀬市         |
| 麻布大学             | 生命・環境科学部     | 臨床検査技術学科 |                    | 神奈川県相模原市     |
| 北里大学             | 医療衛生学部         | 医療検査学科     |                    | 神奈川県相模原市     |
| 桐蔭横浜大学         | 医用工学部           | 生命医工学科     |                    | 神奈川県横浜市       |
| 新潟大学             | 医学部               | 保健学科         | 検査技術科学専攻   | 新潟県新潟市         |
| 新潟医療福祉大学     | 医療技術学部         | 臨床技術学科     |                    | 新潟県新潟市         |
| 信州大学             | 医学部               | 保健学科         | 検査技術科学専攻   | 長野県松本市         |
| 静岡県立大学         | 薬学部               | 薬科学科         |                    | 静岡県静岡市         |
| 金沢大学             | 医薬保健学域         | 保健学類         | 検査技術科学専攻   | 石川県金沢市         |
| 北陸大学             | 医療保健学部         | 医療技術学科     |                    | 石川県金沢市         |
| 岐阜医療科学大学     | 保健科学部           | 臨床検査学科     |                    | 岐阜県関市           |
| 東海学院大学         | 健康福祉学部         | 管理栄養学科     |                    | 岐阜県各務原市       |
| 名古屋大学           | 医学部               | 保健学科         | 検査技術科学専攻   | 愛知県名古屋市       |
| 修文大学             | 医療科学部           | 臨床検査学科     |                    | 愛知県一宮市         |
| 中部大学             | 生命健康科学部       | 生命医科学科     |                    | 愛知県春日井市       |
| 藤田医科大学         | 医療科学部           | 医療検査学科     |                    | 愛知県豊明市         |
| 鈴鹿医療科学大学     | 保健衛生学部         | 医療栄養学科     | 臨床検査学専攻     | 三重県鈴鹿市         |
| 四日市看護医療大学   | 看護医療学部         | 臨床検査学科     |                    | 三重県四日市市       |
| 京都大学             | 医学部               | 人間健康科学科   | 総合医療科学コース | 京都府京都市         |
| 京都橘大学           | 健康科学部           | 臨床検査学科     |                    | 京都府京都市         |
| 大阪大学             | 医学部               | 保健学科         | 検査技術科学専攻   | 大阪府吹田市         |
| 関西医療大学         | 保健医療学部         | 臨床検査学科     |                    | 大阪府泉南郡熊取町   |
| 近畿大学             | 薬学部               | 創薬科学科       |                    | 大阪府東大阪市       |
| 森ノ宮医療大学       | 保健医療学部         | 臨床検査学科     |                    | 大阪府大阪市         |
| 神戸大学             | 医学部               | 保健学科         | 検査技術科学専攻   | 兵庫県神戸市         |
| 神戸学院大学         | 栄養学部             | 栄養学科         | 臨床検査学専攻     | 兵庫県神戸市         |
| 神戸常盤大学         | 保健科学部           | 医療検査学科     |                    | 兵庫県神戸市         |
| 天理医療大学         | 医療学部             | 臨床検査学科     |                    | 奈良県天理市         |
| 鳥取大学             | 医学部               | 保健学科         | 検査技術科学専攻   | 鳥取県米子市         |
| 岡山大学             | 医学部               | 保健学科         | 検査技術科学専攻   | 岡山県岡山市         |
| 岡山理科大学         | 生命科学部           | 医療技術学科     | 臨床検査学コース   | 岡山県岡山市         |
| 川崎医療福祉大学     | 医療技術学部         | 臨床検査学科     |                    | 岡山県倉敷市         |
| 倉敷芸術科学大学     | 生命科学部           | 生命医科学科     |                    | 岡山県倉敷市         |
| 広島国際大学         | 保健医療学部         | 医療技術学科     | 臨床検査学専攻     | 広島県東広島市       |
| 山口大学             | 医学部               | 保健学科         | 検査技術科学専攻   | 山口県宇部市         |
| 徳島大学             | 医学部               | 保健学科         | 検査技術科学専攻   | 徳島県徳島市         |
| 香川県立保健医療大学 | 保健医療学部         | 臨床検査学科     |                    | 香川県高松市         |
| 愛媛県立医療技術大学 | 保健科学部           | 臨床検査学科     |                    | 愛媛県伊予郡砥部町   |
| 高知学園大学         | 健康科学部           | 臨床検査学科     |                    | 高知県高知市         |
| 九州大学             | 医学部               | 保健学科         | 検査技術科学専攻   | 福岡県福岡市         |
| 国際医療福祉大学     | 福岡保健医療学部     | 医学検査学科     |                    | 福岡県大川市         |
| 純真学園大学         | 保健医療学部         | 検査科学科       |                    | 福岡県福岡市         |
| 熊本大学             | 医学部               | 保健学科         | 検査技術科学専攻   | 熊本県熊本市         |
| 熊本保健科学大学     | 保健科学部           | 医学検査学科     |                    | 熊本県熊本市         |
| 九州保健福祉大学     | 生命医科学部         | 生命医科学科     |                    | 宮崎県延岡市         |
| 琉球大学             | 医学部               | 保健学科         |                    | 沖縄県中頭郡西原町   |

### 短期大学
2022年現在、短期大学である臨床検査技師養成所は、募集停止校を除き3校存在する。
| 学校名             | 学科名         | 専攻・コース名             | 所在地         |
| ------------------ | -------------- | -------------------------- | -------------- |
| 帝京短期大学       | ライフケア学科 | 臨床検査専攻臨床検査コース | 東京都渋谷区   |
| 新渡戸文化短期大学 | 臨床検査学科   |                            | 東京都中野区   |
| 山陽女子短期大学   | 臨床検査学科   | 臨床検査コース             | 広島県廿日市市 |

### 専修学校・各種学校
2022年現在、専修学校、または各種学校である臨床検査技師養成所は、募集停止校を除き23校存在する。
| 学校名                               | 学科名                   | 修業年限 | 所在地           |
| ------------------------------------ | ------------------------ | -------- | ---------------- |
| 札幌医学技術福祉歯科専門学校         | 臨床検査技師科           | 3年制    | 北海道札幌市     |
| 北海道医学技術専門学校               | 臨床検査技師科           | 3年制    | 北海道旭川市     |
| 吉田学園医療歯科専門学校             | 臨床検査学科             | 3年制    | 北海道札幌市     |
| 栃木県立衛生福祉大学校               | 臨床検査学部臨床検査学科 | 3年制    | 栃木県宇都宮市   |
| 西武学園医学技術専門学校所沢校       | 臨床検査技師科           | 3年制    | 埼玉県所沢市     |
| 国際医療専門学校                     | 臨床検査学科             | 3年制    | 埼玉県さいたま市 |
| 昭和医療技術専門学校                 | 臨床検査技師科           | 3年制    | 東京都大田区     |
| 東京医学技術専門学校                 | 臨床検査技師科Ⅰ部        | 3年制    | 東京都墨田区     |
| 東京医学技術専門学校                 | 臨床検査技師科Ⅱ部        | 4年制    | 東京都墨田区     |
| 東京電子専門学校                     | 臨床検査学科             | 3年制    | 東京都豊島区     |
| 専門学校東洋公衆衛生学院             | 臨床検査技術学科         | 3年制    | 東京都渋谷区     |
| 湘央医学技術専門学校                 | 臨床検査技術学科         | 3年制    | 神奈川県綾瀬市   |
| 北里大学保健衛生専門学院             | 臨床検査技師養成科       | 3年制    | 新潟県南魚沼市   |
| 新潟医療技術専門学校                 | 臨床検査技師科           | 3年制    | 新潟県新潟市     |
| 静岡医療科学専門大学校               | 医学検査学科             | 3年制    | 静岡県浜松市     |
| 京都保健衛生専門学校                 | 第一臨床検査学科         | 3年制    | 京都府京都市     |
| 京都保健衛生専門学校                 | 第二臨床検査学科         | 4年制    | 京都府京都市     |
| 大阪医療技術学園専門学校             | 臨床検査技師科           | 3年制    | 大阪府大阪市     |
| 大阪行岡医療専門学校長柄校           | 臨床検査科               | 3年制    | 大阪府大阪市     |
| 日本医療学院専門学校                 | 臨床検査技師学科         | 3年制    | 大阪府東大阪市   |
| 久留米大学医学部附属臨床検査専門学校 | 臨床検査科               | 3年制    | 福岡県久留米市   |
| 美萩野臨床医学専門学校               | 臨床検査科               | 3年制    | 福岡県北九州市   |
| 九州医学技術専門学校                 | 臨床検査科               | 3年制    | 長崎県長崎市     |
| 大分平松総合医療専門学校             | 臨床検査学科             | 3年制    | 大分県大分市     |
| 日本文理大学医療専門学校             | 臨床検査学科             | 3年制    | 大分県大分市     |

### その他
以下の養成所は自衛隊員の中から募集養成する。
| 学校名             | 学科名           | 修業年限 | 所在地         |
| ------------------ | ---------------- | -------- | -------------- |
| 陸上自衛隊衛生学校 | 臨床検査技師課程 | 3年制    | 東京都世田谷区 |